# Советский (Нижегородская область)
Сове́тский — посёлок в Большемурашкинском районе Нижегородской области, административный центр Советского сельсовета.

## История
Земли, на которых располагается посёлок Советский, с образованием в конце XVIII века Нижегородского наместничества находились в составе Княгининского уезда. Административно эта территория входила в Курлаковскую волость. Согласно почвенной карте Княгининского уезда Нижегородской губернии 1891 года, посёлок расположен на месте, где находился хутор «Борисовский». Его владельцем был Нижегородский губернский предводитель дворянства Сергей Михайлович Прутченко. Осенью 1965 года Указом Президиума Верховного Совета РСФСР посёлок участка № 1 совхоза «Большемурашкинский» переименован в Советский.

## Население
| 1999 | 2002  | 2010  |
| ---- | ----- | ----- |
| 1219 | ↘1078 | ↘1055 |

## Достопримечательности
- Православный храм в честь Воскресения Христова, открытый с 2023 года[8][9][10][11][12][13][14].